# 帕伊
帕伊（法語：Pailly，法語發音：[paji] ⓘ）是法国勃艮第-弗朗什-孔泰大区约讷省的一个市镇，属于桑斯区。

## 地理
帕伊（48°21'8"N, 3°19'23"E）面积14.89 平方千米，位于法国勃艮第-弗朗什-孔泰大區约讷省，该省份为法国中北部内陆省份，西接卢瓦雷省，西北接塞纳-马恩省，南至涅夫勒省，东临科多尔省，东北与奥布省接壤。
与帕伊接壤的市镇（或旧市镇、城区）包括：小维勒诺克斯、孔皮尼、普莱西圣让、奥勒斯河畔托里尼、佩尔瑟内日。

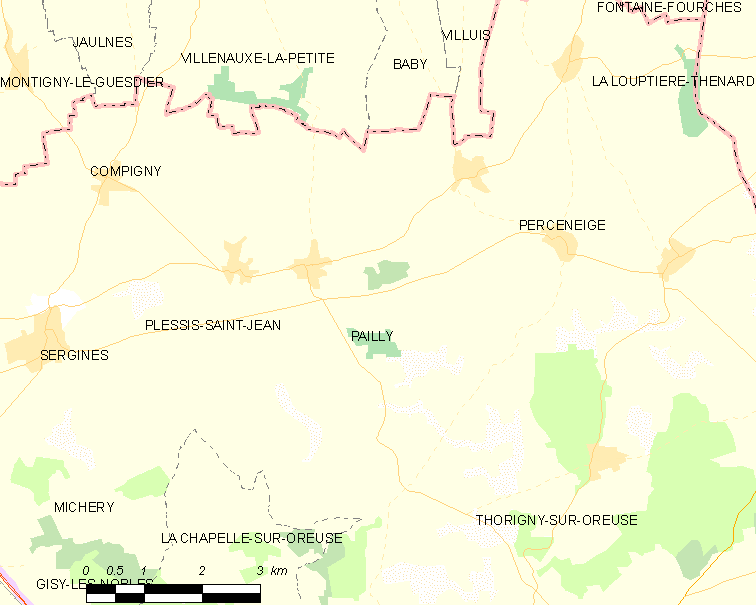
帕伊的OSM定位图

帕伊的时区为UTC+01:00、UTC+02:00（夏令时）。

## 行政
帕伊的邮政编码为89140，INSEE市镇编码为89285。

## 政治
帕伊所属的省级选区为奥勒斯河畔托里尼县。

## 人口

1962-2008年间帕伊人口变化图示

帕伊于2022年1月1日时的人口数量为291人。